# Котора (рід)
Котора (Pyrrhura) — рід папугоподібних птахів родини папугових (Psittacidae). Представники цього роду мешкають в Південній Америці, за винятком коста-риканського котори, який живе в Коста-Риці і Панамі.

## Опис
Котори — невеликі або середнього розміру папуги, середня довжина яких становить 21—30 см, а вага 46—110 г. Вони мають струнку, витягнуту будову тіла, довгі, загострені хвости і широкі дзьоби з характерним виступом на верхній частині. Которам не притаманний статевий диморфізм. Вони мають переважно зелене забарвлення, у багатьох видів на грудях є лускоподібний або смугастий візерунок, на скронях сіруваті, жовтуваті або червонуваті плями, навколо очей вузькі сірі або білуваті кільця.
Котори живуть переважно у вологих тропічних лісах, за винятком болівійського котори, який живе в листопадних і галерейних лісах, та маскового котори, який віддає перевагу напівпосушливим районам. Котори живуть невеликими зграйками, які швидко переміщуються між кронами дерев. Гніздяться в дуплах.

## Види
Виділяють 24 види:
- Котора синьоволий (Pyrrhura cruentata)
- Котора болівійський (Pyrrhura devillei)
- Котора рудочеревий (Pyrrhura frontalis)
- Котора синьощокий (Pyrrhura lepida)
- Котора червоногрудий (Pyrrhura perlata)
- Котора зеленощокий (Pyrrhura molinae)
- Котора масковий (Pyrrhura pfrimeri)[5]
- Котора сіроволий (Pyrrhura griseipectus)[6][7]
- Котора бразильський (Pyrrhura leucotis)
- Котора синьолобий (Pyrrhura picta)
- Котора каракаський (Pyrrhura emma)[8]
- Котора амазонійський (Pyrrhura amazonum)[9][10][11]
- Котора буроголовий (Pyrrhura lucianii)[12][10][11]
- Котора червонолобий (Pyrrhura roseifrons)[13][10][11]
- Котора колумбійський (Pyrrhura viridicata)
- Котора гаянський (Pyrrhura egregia)
- Котора темнохвостий (Pyrrhura melanura)
- Котора еквадорський (Pyrrhura orcesi)
- Котора білошиїй (Pyrrhura albipectus)
- Котора перуанський (Pyrrhura rupicola)
- Котора буроволий (Pyrrhura calliptera)
- Котора венесуельський (Pyrrhura hoematotis)
- Котора червоноголовий (Pyrrhura rhodocephala)
- Котора коста-риканський (Pyrrhura hoffmanni)

## Етимологія
Наукова назва роду Pyrrhura походить від сполучення слів дав.-гр. πυρρος — вогнистий, червоний і ουρος — хвостатий.